# CCC+TL宇宙論
CCC+TL宇宙論（英: covarying coupling constants + tired light theory）とは、2024年に発表された新しい宇宙論である。従来の宇宙論と観測結果の乖離を埋める暗黒物質の想定を必要とせず、従来論では存在が説明できない銀河も自然に説明できる。

## 理論概要
CCC：素粒子に働く4種類の相互作用の強さは不変であるとの従来の理論に対し、時間経過に伴い変化（減衰）すると仮定する。
TL：光のエネルギーは真空中を進んでも不変であるとの従来の理論に対し、長距離を移動した光は疲労してエネルギーを失うと仮定する。

## 結果
絶対BAOスケールで 151.0 (±5.1) Mpc、音の地平線の角度サイズ θ sh = 0 60 であり、バリオン密度を物質密度の100%とし、∣α∣を5.6%増加させた場合の最後の散乱の表面におけるプランクの観測と一致する。それらの結果、
- 銀河の中心部と外縁部の回転速度が理論値と一致する。
- 宇宙マイクロ背景放射にみられるバリオン音響振動（英語版）の特徴と一致する。
- 宇宙の年齢は267億歳となり、「存在してはならない銀河」問題[注 1]が解消される。